# ロビン・ヤンソン
ペア・トニー・ロビン・ヤンソン（Per Tony Robin Jansson, 1991年11月15日 - ）は、スウェーデン・ヴェストラ・イェータランド県トロルヘッタン出身のサッカー選手。メジャーリーグサッカー・オーランド・シティSC所属。ポジションはDF。

## クラブ経歴
2008年にBKヘッケンと契約。2010年シーズンにトップチームに昇格。5月10日のスウェーデンカップのエステルスンドFK戦でプロデビュー。しかし、リーグ戦出場までには至らず、以降は3部リーグなどでプレー。
2018年4月3日、AIKソルナと契約。自身初のアルスヴェンスカンでのプレーとなった2018年シーズンは、リーグ戦25試合2ゴールを記録。リーグ優勝も達成した。
2019年3月12日、オーランド・シティSCと3年契約を締結。加入後先発に定着し、最終ラインの中心として活躍。2021年1月には2024年までの契約延長に合意した。

## 代表経歴
2019年1月にスウェーデン代表に初招集。同月9日のフィンランド戦で代表初出場を果たした。